# ГКС (волейбольний клуб, Катовиці)
ГКС Катовиці, ГеКСа (пол. GKS Katowice, пол. Górniczy Klub Sportowy Katowice) — волейбольна секція багатосекційного клубу з міста Катовиць. Команда клубу від сезону 2016—2017 постійно грає в найвищому дивізіоні Польщі — Плюс Лізі.

## Історія
Секція існує від 1964 року — початку існування клубу. На той час до структур ГеКСи увійшло багато команд, у тому числі «Górnik 1920». Саме його спадкоємцем стали волейболісти ГКС, які кілька років посідали чільні місця вищої ліги Польщі.
Перед початком ігор сезону 2015/16 катовицький клуб «Чарні» (TKKF Czarni) підписав угоду з ҐКС (Катовиці), за якою виступав під назвою та гербом ГеКСи. Команда під керівництвом тренера Ґжеґожа Слабого в сезоні 2015—2016 виграла змагання в І Лізі, здобувши право виступати в найвищому дивізіоні країни — Плюс Лізі. Після цього клуб також виконав усі формальні умови для участі в Плюс Лізі. У липні 2016 року GKS GieKSa Katowice S.A. за угодою з TKKF Czarni офіційно очолила волейбольну команду. У дебютному сезоні команду тренував колишній капітан збірної Польщі Пйотр Ґрушка.
Домашні поєдинки команда проводить у спортивній залі Осередку спорту Шопениці (Hala sportowa Ośrodka Sportowego Szopience, або Hala sportowa OS Szopience), яка вміщує 1 500 глядачів, а споруджена у 2007 році.
Срібні призери Меморіалу Аркадіуша Ґолася (змагання відбуваються перед початком розіграшу Плюс Ліги).

## Тренери
- Ґжеґож Слабий
- Пйотр Ґрушка
- Тадеуш Сівек
- Дам'ян Мусяк (помічник)[3]

## Гравці

### Колишні
- Сергій Капелусь
- Філіп Беґун
- Майка Ма'а
- Рафал Шимура

### Поточний склад
Сезон 2022—2023
2.  Якуб Шиманський. 3.  Віктор Мельчарек. 4.  Бартош Мар'янський. 7.  Якуб Ярош. 8.  Якуб Левандовський. 9.  Марцін Каня. 10.  Дам'ян Домаґала. 11.  Якуб Новосельський. 13.  Себастьян Адамчик. 14.  Тома Руссо. 16.  Пйотр Гаїн. 17.  Ґеорґі Сеґанов. 19.  Ґонсало Кіроґа. 23.  Давид Оґурек.